# Bienvenue parmi nous
Bienvenue parmi nous is een Franse dramafilm uit 2012 onder regie van Jean Becker. De film is gebaseerd op de gelijknamige roman van Éric Holder.

## Verhaal
De zestiger Taillandier is ondanks zijn roem gestopt met schilderen. In een depressieve stemming gaat hij van huis weg, zonder een duidelijke bestemming en zonder uitleg te geven aan zijn familie. Hij ontmoet tienermeisje Marylou die door haar moeder het huis is uitgezet. Ze gaan tijdelijk als vader en dochter in een huurhuisje aan de kust wonen. Elkaars gezelschap helpt beiden om opnieuw zin in hun leven te ervaren. 

## Rolverdeling
- Patrick Chesnais als Taillandier
- Jeanne Lambert als Marylou
- Miou-Miou als Alice
- Jacques Weber als Max
- Xavier Gallais als de hotelmanager
- Raphaëline Goupilleau als verhuurmakelaar
- Didier Bénureau als verkoper
- Urbain Cancelier als de slager
- Martine Borg als de slagersvrouw
- Thomas Séraphine als Hugo
- Jessy Ugolin als Jessy